# Домашний бык
Домашний бык — парнокопытное домашнее жвачное животное семейства полорогие. В систематике по ITIS — подвид Bos taurus taurus вида Bos taurus. В систематике по NCBI — вид Bos taurus рода настоящие быки.
Представляют собой крупный рогатый скот.
Разводится для получения мяса, молока и кожи. Отелившиеся самки называются коровами, в течение трёх месяцев после отёла — новотельной коровой, отелившиеся впервые коровы — первотёлками, половозрелые самцы быками, молодняк — телятами, кастрированные самцы — волами. Молодых, ни разу не отелившихся самок называют тёлками. Не́тель — это продуктивно осеменённая (стельная) тёлка. Тёлка, у которой не наступила стельность в течение сезона, либо корова в течение трёх и более месяцев после отёла (при наличии доступа быка или проведении искусственного осеменения), называется яловой коровой (бесплодной). Беременность длится 9 месяцев. Различают мясные, мясо-молочные и молочные породы.

## Происхождение и история одомашнивания
Предком домашних коров был дикий бык, в частности его вымерший в дикой природе подвид — тур.
Крупный рогатый скот, и, в частности, коровы играют видную роль в человеческой истории. Одомашнивание коров началось во времена раннего неолита — вслед за одомашниванием коз, овец и свиней. Происходило оно в треугольнике Алтай — Индия — Передняя Азия; при этом в Передней и Центральной Азии объектом одомашнивания служил тур, а на территории Индостана и прилегающих районов — зебу. Проведённые в 1994 году генетические исследования показали, что современные коровы не принадлежат, как долгое время считалось, одной родовой линии.
У вида 30 пар хромосом.
Большинство центральных и североевропейских туров имеют митохондриальную гаплогруппу P, тогда как у северного и среднеевропейского крупного скота гаплогруппа P почти полностью отсутствует, а преобладает митохондриальная макрогаплогруппа T, филогенетически более близкая к Q, P и R, чем к I. Митохондриальная гаплогруппа P идентифицирована только у двух современных представителей крупного рогатого скота. Митохондриальная гаплогруппа Q возникла в процессе одомашнивания на Ближнем Востоке и близка к гаплогруппе Т. Митохондриальная гаплогруппа T3 преобладает в Европе, и наряду с T, T2 включает почти все ближневосточные вариации. Т1 доминирует в Африке, а Т4 типична для восточноазиатских пород. Генетические исследования подтверждают ближневосточное происхождение T, T2 и T3 и возможность дополнительного случая одомашнивания в Африке для T1. Раньше считалось, что T4 возникла независимо в Восточной Азии, но эта идея была отклонена на основе более тщательного анализа. На основании геномных данных мтДНК исследования показывают, что макрогаплогруппа Т могла происходить от небольшой популяции крупного рогатого скота на Ближнем Востоке. У современного итальянского крупного рогатого скота встречается митохондриальная гаплогруппа R, далёкая от гаплогрупп P, Q и T, что может говорить о древней гибридизации. У зебу выявлена митохондриальная гаплогруппа I. Митохондриальная гаплогруппа Е идентифицирована у нескольких ископаемых образцов из Европы, но отсутствует у современного крупного рогатого скота. У домашнего быка, жившего в Китае ок. 10,6 тыс. лет назад, выявлена митохондриальная гаплогруппа C, ранее не встречавшаяся учёным. У европейского крупного рогатого скота выявлены Y-хромосомные гаплогруппы Y1 и Y2. На севере Европы у крупного рогатого скота выявлена Y-хромосомная гаплогруппа Y1, что, возможно, свидетельствует о древней гибридизации. Гаплогруппа Y2 преобладает в образцах бронзового и железного веков и в средние века. Доля гаплогруппы Y1 увеличивалась от средних веков к пост-средневековью и далее росла к современному времени. Балтийском регионе Y2 начала замещать Y1 600 лет назад. Замещение ускорилось в последние 200 лет.
Древнейшие известные на сегодняшний день ископаемые остатки одомашненной коровы сделаны на ранненеолитических поселениях Джа'де эль-Мугара в северной Сирии и Чайоню-Тепеси в юго-восточной Турции и относятся к VIII тысячелетию до н. э. (калиброванные же радиоуглеродные даты составляют 10 650 — 10 250 лет назад для находок с первого из этих поселений и примерно 10 200 лет назад для второго). Молекулярно-генетический анализ данных находок позволяет сделать вывод, что всё поголовье нынешних коров произошло от 80 туров, приручённых в этих поселениях. Неолитические жители выращивали своих коров ради мяса, молока и шкур; кроме того, их использовали как тягловую силу. Коровы были одной из древних форм богатства, а угон скота — одним из самых ранних видов воровства.
Одомашнивание зебу проходило независимо и значительно позже: наиболее ранние ископаемые остатки одомашненного зебу найдены в Мергархе, расположенном в пакистанском Белуджистане, и относятся к 1-й половине V тысячелетия до н. э. Около 4 тыс. лет назад произошёл массовый приток генов от зебу (Bos indicus) к ближневосточным одомашненным коровам (Bos taurus), что может быть связано с драматической многовековой засухой, которая произошла на Большом Ближнем Востоке.
Дикие и первые одомашненные туры использовались только на мясо, однако с ростом зависимости людей от сельского хозяйства применять их стали главным образом как рабочую силу: в течение многих столетий волы служили основными тягловыми животными и во многих странах остаются ими по сей день.
На ранних этапах одомашнивания весь крупный рогатый скот был длиннорогим: эта его форма распространилась из Юго-Западной Азии и с Балканского полуострова в Африку (ок. 7000 лет назад) и Центральную Европу (примерно 5000 лет назад). Первый короткорогий крупный рогатый скот почти такой же древний: обнаружены кости, которым 7000 лет. Мелкие короткорогие животные Западной Европы получили известность как кельтский или иберийский скот: они распространились в Северную и Западную Африку и на остальную часть европейского континента. Большинство современных европейских и американских молочных и мясо-молочных пород — потомки именно этого кельтского скота.
Современные европейские породы, в сравнении с первыми одомашненными, стали значительно меньше (за 3 тысячи лет размер животных уменьшился примерно на треть). Это, предположительно, является следствием экономической составляющей интенсивного животноводства: скотоводам становилось невыгодно держать взрослых особей и новое поколение телят всё чаще рождалось от только достигшего половой зрелости молодняка.

## Возникновение пород
Вероятно, первые попытки продуманной селекции были предприняты в Древнем Риме. Спустя несколько веков центрами улучшения крупного рогатого скота стали Великобритания, Нидерланды, Франция и Швейцария. На основе местных стад животноводы начали создавать крупный рогатый скот с теми или иными признаками. Так появились породы, то есть генетически устойчивые разновидности, возникшие в результате искусственного отбора.
В мире насчитывается более 1080 пород коров, а также 121 порода зебу и 29 пород гибридного происхождения. Как правило, породы мясного направления, содержащиеся в более крупных стадах и требующие меньше ухода, чем молочный скот, доминируют в регионах, где обширные площади занимают пастбища, относительно мало рабочих рук и почвенно-климатические условия не благоприятствуют ведению сельского хозяйства более интенсивного типа.

## Анатомия
Домашний бык — это крупное, массивное животное, средний вес которого достигает 750 кг, (может варьироваться от 147 до 1363 кг), а рост в холке колеблется от 120 до 150 в зависимости от породы и индивидуума.
Зубы приспособлены для пережёвывания растительного корма. У молодых коров 20 (12 коренных и 8 резцов на нижней челюсти), а у взрослых 32 зуба (24 коренных и 8 резцов). Клыки отсутствуют. Молочные зубы намного меньше коренных, но одинаковые по форме. Зубная формула взрослой коровы выглядит следующим образом: {\displaystyle I{0 \over 4}C{0 \over 0}P{3 \over 3}M{3 \over 3}}. Длинные, острые, косопоставленные и направленные вперёд резцы имеются только на нижней челюсти. Два резца, расположенные в середине, называют зацепами, соседние с ними два зуба с правой и левой стороны зовутся внутренними средними, следующие два зуба с обеих сторон носят название наружные средние, а два крайних резца называются окрайками. На верхней челюсти на месте резцов имеется дёсенный валик. Нижняя челюсть приспособлена совершать круговые движения. Резцами коровы скашивают траву, а молярами перемалывают корм. Шершавый и подвижный язык покрыт сосочками. Морда крупная и широкая. Лоб довольно широкий, плоский, в верхней части иногда покрыт густой, курчавой шерстью. На голове у коров имеются 2 полых рога, хотя бывают и безрогие (комолые) коровы. Высота рогов зависит от породы, а также варьируется индивидуально. В целом, рога направлены вверх или вбок, их форма напоминает лиру. Уши низкие, имеют форму рожка, у зебу имеются «серёжки». Снаружи они покрыты тонкой короткой шерстью, а изнутри растёт длинная шерсть. Глаза крупные, шаровидные.
Хвост длинный, толстый, с кисточкой на конце, расположен высоко в углублении между костями таза. Спина слегка вогнута. У зебу на спине имеется горб, который начинается сразу позади шеи. Таз выдаётся, бёдра массивные и плоские. У коров (самок) в паховой области расположено вымя — молочная железа, которая разделена серединной перегородкой, выполняющей опорную функцию, на правую и левую половины. Каждая половина состоит из двух четвертей — передней и задней, или бедренной. Каждая четверть имеет сосок длиной от 5 до 10 см и диаметром 2—3 см, цистерны и железистой части. Молоко синтезируется в секреторном эпителии мельчайших полостей — альвеол. Тело покрыто короткой шерстью белого, чёрного, рыжего или коричневого цвета различных оттенков. Окрас может быть однотонным, пегим и полосатым. Подобно прочим парнокопытным коровы ходят опираясь на 2 пальца, покрытые разросшимся рогом, образующим копыто. Температура тела колеблется от 38,2 °C до 39,5 °C, нормальный пульс 50—60 ударов в минуту.
Частота дыхания у крупного рогатого скота в состоянии покоя (вдохов в минуту):
- Новорождённые телята — 50—75;
- Телята в возрасте 2 нед. — 45—56;
- Телята в возрасте 2—3 мес. — 35—40;
- Тёлки — 27—30;
- Животные старше 1 года — 18—28;
- Быки и волы — 10—30[23].

### Репродуктивные органы

#### Бык
Половые органы быка представлены парными органами: семенниками (яичками) с придатками, семяпроводами и семенными канатиками, придаточными половыми железами и непарными органами: мошонкой, мочеполовым каналом, половым членом и препуцием. Семенник — основной половой парный орган самцов, в котором происходит развитие и созреванием спермиев. Он также является железой внутренней секреции и вырабатывает мужские половые гормоны. У быков длина семенника 12—15 см, толщина — 6—7 см, масса — около 300 г. Быки вырабатывают 3—6 мл спермы, в 1 см³ которой содержится до 2 млн спермиев. Вначале у бычков семенники расположены в брюшной полости, а по мере созревания они перемещаются в мошонку. Температура в мошонке ниже, чем в брюшной полости, что благоприятствует развитию спермиев. Длина полового члена в эрегированном состоянии доходит до 150 см. У быка половой член цилиндрической формы, с некоторым заострением на конце. В области промежности половой член по ходу образует S-образный изгиб. От изгиба полового члена к его корню тянутся 2 мускула (связки), втягивающие половой член в препуций.

#### Корова
Половые органы самок подразделяют на наружные и внутренние. К первым относятся половые губы, преддверие влагалища и клитор, ко вторым — влагалище, матка, яйцепроводы и яичники.
У коров яичники массой 14—19 г располагаются на уровне последнего поясничного позвонка — крестцового бугра подвздошной кости, в 40 см от влагалища. У бесплодных коров и тёлок яичники обычно располагаются позади почек, в 2—4 см от конца рогов матки. Во время беременности яичники под тяжестью плода опускаются в брюшную полость. У коров правый яичник чаще больше левого, а у новорождённых тёлочек наоборот. Маточная труба, или яйцепровод, представляет собой узкую, сильно извитую трубку длиной 21—28 см, соединённую с рогом матки. Она служит местом оплодотворения яйцеклетки и проводит оплодотворённую яйцеклетку в матку. Матка представляет собой полый перепончатый орган, в котором развивается плод. В матке спермии живут от 55 до 70 ч. У коров матка двурогая. Длина рога матки 16—18 см, ширина 2—3 см. Толщина стенки матки у взрослой тёлки составляет 4—5 мм, у многорожавшей нестельной коровы до 8 мм, у стельной — 2—5 мм. Вес матки небеременной коровы от 400 до 700 г, в конце беременности без плода и плодных вод 6—10 кг. На слизистой каждого рога, а нередко и тела матки видны карункулы, или маточные бородавки, едва заметные у тёлок, которые представляют собой зачатки плацент. По размеру карункул специалист может установить через прямую кишку беременность и определить её сроки. Влагалище представляет собой трубку длиной 20—28 см, которая служит органом совокупления. Оно расположено между шейкой матки и мочеполовым отверстием.

### Пищеварительная система
Съеденный корм движется изо рта через глотку и пищевод в желудок. Кроме того, пищевод служит для отхода ферментативных газов, образующихся в рубце. У крупного рогатого скота есть только нижние передние резцы. Рот хорошо приспособлен для выщипывания травы, но во время еды корм очень мало жуётся. У дойных коров выделяется 100—200 литров слюны в день. Чем суше и грубее корм, тем больше выделяется слюны. Слюна коровы, в отличие от слюны большинства моногастричных животных, не содержит расщепляющих энзимов. Она увлажняет корм, облегчая проглатывание, и сглаживает кислотность рубца, являясь буфером для поступающих из корма кислот и образующихся в рубце летучих жирных кислот.
У коровы, как и у других жвачных, сложный желудок, состоящий из четырёх отделов: рубец, сетка, книжка и сычуг. Рубец, сетку и книжку называют преджелудками. Задачей преджелудков является накопление корма, задержка их для расщепления микробами, переваривание корма и всасывание продуктов распада. Корова при еде может заглатывать до полутора центнеров корма, который попадает в рубец. В рубце находится большое количество микроорганизмов. Они выделяют ферменты, способные расщеплять клетчатку и другие вещества. При жвачке корм порциями отрыгивается животным в полость рта, тщательно пережёвывается и возвращается в рубец. Отсутствие жвачки — признак заболевания. У телят жвачный процесс появляется на 3-й неделе жизни. У коров жвачка наступает через 30-70 мин после окончания приёма корма и длится 40—50 мин, после чего наступает пауза. В сутки обычно бывает 6—8 жвачных периодов.
Рубец и сетка функционально формируют единое целое, и часто их называют одним словом — рубец-сетка. Объём рубца взрослой коровы составляет примерно 100—200 литров. Это примерно 80 % всего объёма желудков. Рубец заполняет левую сторону брюшной полости коровы.
Сетка — самый маленький из преджелудков, его объём 4—10 литров. Своё название она получила от своей сетчатой внутренней поверхности, напоминающей медовые соты, в которой застревают инородные объекты, попавшие в желудки. Частицы клетчатки могут находиться в рубце от 20 до 48 часов. В результате деятельности микробов в рубце образуются газы, объём которых может достигать 30—50 л в час. Они удаляются с отрыжкой через пищевод.
3-й желудок — книжка, полная тонких плёнок («листов»). Через листы, которые многократно увеличивают площадь желудка, из корма всасывается жидкость. Объём книжки составляет 10—20 литров. В книжке кормовая масса находится в среднем 5 часов. За это время она становится полутвёрдой, в ней повышается содержание сухого вещества до 22—24 %.
Сычуг соответствует желудку моногастричных. В нём выделяются пищеварительные энзимы и соляная кислота, которые переваривают корм. Из-за соляной кислоты содержание сычуга очень кислое, рН 1—3. Кислотность полностью прекращает деятельность микробов и изменяет состав некоторых питательных веществ, улучшая переваримость. По объёму сычуг меньше книжки, у коровы он составляет 5—15 литров. В сычуге корм находится недолго, от одного до двух часов.
Абсолютная длина всего кишечника у крупного рогатого скота достигает 39—63 м (в среднем 51 м). Соотношение длины тела животного и длины кишечника составляет 1:20. Различают тонкий и толстый отделы кишечника.
Тонкий отдел кишечника начинается от желудка и делится на двенадцатиперстную кишку длиной 90—120 см, в неё выходят желчные протоки и протоки поджелудочной железы); тощую кишку длиной 35—38 м, подвешенную в виде множества петель на обширной брыжейке) и подвздошную кишку длиной 1 м. У коров тонкий отдел кишечника локализуется в правом подреберье и простирается до уровня 4-го поясничного позвонка. Поджелудочная железа также лежит в правом подреберье и выделяет за сутки несколько литров панкреатического секрета. Печень с желчным пузырем у крупного рогатого скота расположена в правом подреберье. Масса печени колеблется от 1,1 до 1,4 % от массы тела крупного рогатого скота.
Толстый кишечник представлен слепой, ободочной и прямой кишками. Слепая кишка — это короткая тупая трубка длиной 30—70 см, лежащая в верхней правой половине брюшной полости. Ободочная кишка — это короткая кишка длиной 6—9 м. Прямая кишка лежит на уровне 4—5-го крестцового позвонка в тазовой полости, обладает мощной мышечной структурой и заканчивается анальным каналом с анусом. В толстом кишечнике происходит расщепление и всасывание 15—20 % клетчатки.
Пища проходит по пищеварительному тракту в течение 2—3 суток, а клетчатка — до 12 суток. Скорость прохождения кормовых масс через пищеварительный тракт составляет 17,7 см в час или 4,2 м в день. За день крупному рогатому скоту необходимо выпаивать 25—40 л воды при кормлении зелёной массой, и 50—80 л при кормлении сухими кормами. В норме фекалий выделяется 15—45 кг за сутки, они имеют тестообразную консистенцию и тёмно-коричневый цвет. Процент содержания воды в нормальных фекалиях составляет 75—85 %.

### Выделительная система
К органам мочевыделения относятся парные почки и мочеточники, непарные мочевой пузырь и мочеиспускательный канал. В главных органах — почках — постоянно образуется моча, которая через мочеточник выводится в мочевой пузырь и по мере его наполнения выделяется наружу через мочеиспускательный канал. У самцов этот канал проводит также половые продукты и поэтому называется мочеполовым. У самок мочеиспускательный канал открывается в преддверие влагалища. У крупного рогатого скота вес почек достигает 1—1,4 кг. За сутки взрослые коровы выделяют 6—20 л мочи со слабощелочной реакцией (6,0—8,7 в зависимости от состава корма).

### Органы чувств
Зрение боковое монокулярное и центральное бинокулярное цветовое. Горизонтально вытянутый зрачок обеспечивает панорамное поле зрения. Видят на 330° вокруг своей оси — не поворачивая головы, они не в состоянии увидеть, что находится позади них. Кроме того, слепое пятно имеется на расстоянии от 0 до 20 см до кончика морды. Зона бинокулярного зрения расположена непосредственно перед животным и позволяет ему оценивать рельеф местности и расстояние. Чётко видят траву перед собой, но не различают удалённых деталей. Лучше человека реагируют на мельчайшие движения. Для адаптации к смене освещения им требуется время. Считается, что они лучше различают оттенки красного цвета и хуже видят зелёный, серый или синий цвета.
В силу особенностей строения своего уха обладают острым слухом. Они способны дифференцировать близкие по тембру звучания тоны, а также звуки высокой частоты (до 35 000 Гц). Их подвижные уши поворачиваются, чтобы лучше установить локализацию источника звука. Некоторые шумы могут повергнуть животных в панику.
Хорошо развито обоняние: ощущают запах аммиака в разведении 1:100000. Хорошо улавливают как обычные запахи, так и феромоны, используя для этого свой вомероназальный орган. Быки, принюхиваясь, могут демонстрировать характерное движение — флемен. Определённый запах, как и звук, может вызвать у животных стресс.
Вкус также развит: имеется более 25 000 вкусовых сосочков. Различают следующие вкусы, перечисленные по предпочтению: сладкий, горький, солёный и кислый.
Обладают болевой и термической чувствительностью. Наиболее чувствительны зоны, покрытые тонкой кожей: щёки, шея, горло, основание шеи, внутренняя поверхность бёдер, соски и вульва. Болевые рецепторы в большом количестве сконцентрированы внутри ноздрей и у основания рогов. Терморецепция позволяет коровам оценить температуру окружающей среды, влажность и скорость ветра.
По сравнению с человеком более чувствительны к изменению электрического поля. Например, их может раздражать поле, создаваемое ТВ или радио.

## Биология и поведение
Домашний бык является стадным животным. Внутри стада существует доминантная иерархия, которая устанавливается в ходе формирования группы путём столкновений между индивидуумами. Установленная иерархия более не меняется. Животные привыкают к соплеменникам, вылизывают друг друга и держатся поблизости. Иногда в группе появляется лидер без установки иерархии. Такой лидер может инициировать перемещение всего стада, обладая хорошим ощущением пространства и лучше запоминая окрестности..
Несмотря на то, что у домашних животных в характере ценится покорность, агрессивность быков и коров нашла своё специфичное применение: её используют в испанской и португальской корриде и в швейцарской битве королев.
Домашние коровы общаются друг с другом с помощью запахов и феромонов, они способны распознать интересующую их особь среди довольно многочисленного стада. Обоняние позволяет им также ощутить эмоции соплеменников, особенно, если те напуганы или возбуждены. Постав головы также служит средством коммуникации. Он выражает основной настрой животного (подчинение, тревога, готовность обратиться в бегство или угроза). В среднем коровы треть своего времени пасутся, треть — пережёвывают жвачку и треть — отдыхают.
Издают звуковые сигналы в виде мычания или рёва, которые могут выражать страдание (например, в случае запоздалой дойки), голод, жажду, призыв телёнка или соплеменника.

## Жизненный цикл и размножение
Продолжительность жизни коров около 20 лет, редко до 35 лет; быков 15—20 лет. Самая продолжительная жизнь в 48 лет коровы «Большая Берта» зарегистрирована в 1993 году. Рост животных продолжается до 5 лет, у некоторых позднеспелых пород до 6—7 лет. Половая зрелость у тёлок наступает приблизительно в возрасте 7—9, а у бычков 6—8 месяцев, хотя у некоторых африканских пород животные становятся половозрелыми в возрасте 24 месяца. Наступление половой зрелости ещё не свидетельствует о готовности организма к воспроизводству потомства, у коров физиологическая зрелость зависит скорее не от возраста, а от веса. Бычки и коровы считаются физически созревшими при достижении веса, равного 50—60 % от веса взрослого животного (3-го отёла и старше), характерного для данного стада или породы. Во избежание слишком раннего оплодотворения бычков и тёлочек содержат отдельно друг от друга с 5—6 месяцев. В мясном скотоводстве бычков и тёлочек содержат раздельно сразу же после отъёма их от матерей. В случку тёлок пускают в 18—22 месяцев, бычков — в 14—18 месяцев. Продолжительность сервис-периода (от отёла до первой охоты) около 3 недель. У коров нет сезона размножения, они могут плодиться круглый год.
Коровы — полиэстричные животные, половой цикл у них составляет в среднем 21 день. Его можно разделить на 4 стадии. Первая стадия — эструс или «охота», длится около 12—18 часов, в этот период корова готова к случке. Животное становится возбуждённым, обнюхивает сородичей, может пытаться оседлать других коров, часто мычит, убегает от стада, плохо ест, много пьёт; снижается удой; краснеет наружная часть влагалища, из него вытекает слизь, которая становится мутной. Естественную садку называют случкой, а с помощью специальных инструментов — искусственным осеменением. Случка бывает вольная и ручная. При вольной случке быки-производители постоянно находятся с матками и могут покрыть без необходимости одну и ту же матку по нескольку раз в течение охоты. В мясном скотоводстве вольная случка применяется несколько шире, чем в молочном.. Овуляция происходит через 10 — 15 ч после окончания охоты. Беременную тёлку принято называть стельной, и с этого момента её называют нетелью. За 1,5-2 месяца до отёла у нетели появляется вымя. Стельность продолжается в среднем 285 суток. Коровы, как правило, одноплодны, двойни бывают редко (около 2 %); встречаются случаи рождения одновременно 6—7 телят. Двойни чаще разнояйцевые (однополые и разнополые). Большинство тёлок из разнополых двоен не способны к воспроизводству, внешне они похожи на бычков, их называют фримартинами. Масса телят при рождении в зависимости от пород 18—45 кг, иногда до 60 кг, масса бычков на 1—3 кг больше.
С момента отёла начинается лактация. Первые 7—10 дней корова даёт молозиво. Мать выкармливает молодняк до девяти месяцев (у мясных пород — как правило, до шести-восьми месяцев), но отъём можно производить примерно в трёхмесячном возрасте, когда он начинает есть траву. Нетели молока не дают: сначала они должны родить телёнка. После отёла лактация длится примерно 11 мес при условии вскармливания молоком сосунка или регулярной дойки. После отёла через 45-60 дней корову нужно осеменить снова. За 2 месяца до предполагаемого отёла корову запускают, то есть перестают доить, это называют сухостойным периодом.
Бычков-кастратов, достигших взрослости, то есть примерно с двухлетнего возраста, называют волами. Кастрацию самцов проводят для снижения их агрессивности в стаде или при использовании в качестве вьючных и упряжных животных.

### Способы получения потомства
Помимо вольной случки существует метод ручной случки, при котором быков-производителей содержат отдельно от коров и тёлок и подпускают только к тем из них, у которых установлена половая охота. Случку проводят в специальном станке, на боковые стойки которого бык опирается передними конечностями во время садки, поэтому тяжесть быка приходится не на корову (тёлку), а на станок. Годовая нагрузка на одного быка при равномерной круглогодовой случке составляет 150—200 коров. При определении нагрузки нужно учитывать возраст быка. Взрослые быки могут делать не более двух садок в сутки, быки 1,5 лет — одну в неделю и быки 1,5—2,5 лет — не более 2—3 садок в неделю .
Однако наиболее эффективным способом массового улучшения скота, позволяющим широко использовать наиболее ценных быков-производителей, является искусственное осеменение. Этот метод вошёл в практику в 1940-х годах. Искусственное осеменение наиболее благоприятно для коровы и дальнейшей продуктивности. При искусственном осеменении используется сперма наиболее ценных племенных быков-производителей, полностью исключена возможность заражения коровы болезнями. За одну садку бык выделяет 4—5 см³ семени, достаточного для осеменения 15—20 коров. За год семенем одного быка может быть осеменено 1500—2000 коров. Коров осеменяют влагалищным, цервикальным и маточным методом.. В отличие от молочных хозяйств, где искусственное осеменение производят круглогодично, в мясном скотоводстве осеменение животных проводят сезонно и в большинстве хозяйств в летний период.
Помимо искусственного осеменения при разведении коров практикуют трансплантацию эмбрионов. Извлечённые эмбрионы могут долгое время сохраняться замороженными в жидком азоте. При соблюдении правильной биотехнологии выживаемость эмбрионов при трансплантации достигает 90 %, а стельность коров-реципиентов после нехирургической пересадки находится в пределах 50—55 %. Практикуют пересадку одновременно двух эмбрионов к одной корове-реципиенту.
Кроме того, коров клонируют. Существует два типа клонирования. Клонирование эмбрионов КРС практикуют с середины 80-х годов.. Этот метод интересен тем, что позволяет получить генетически идентичных животных. Второй метод заключается в клонировании животного на основании соматической клетки живого донора. Впервые таким методом в 1998 году в Национальном институте сельскохозяйственных исследований клонировали корову по кличке Маргарита.

## Кормление
Основу рациона крупного рогатого скота составляют растительные корма. Особенности анатомического строения позволяют коровам переваривать грубые, сочные и зерновые корма. К грубым кормам относятся те, которые содержат много клетчатки из-за малого количества влаги (сено, веточный корм, солома). Сочные корма, это те которые содержат много влаги (силос, трава, свёкла). Высокой питательностью обладают зерновые корма, они также называются концентрированными (шроты, жмыхи, гранулированный корм, зерно). Различают объёмистый (с незначительным количеством концентратов), малоконцентратный и концентратный типы кормления. Наиболее оптимален тип кормления для крупного рогатого скота с большой долей (до 70 %) в рационе объёмистых (грубых и сочных) кормов. Остальную часть рациона составляют концентрированные корма и различные добавки.
Для хорошей продуктивности скота, необходимо включать в рацион корма животного происхождения (костная мука, мясокостная мука, минеральные вещества, поваренная соль, витамины группы A, D, E1, B1, B2, B4, B5, B12).
На пастбище коровы охотно поедают английский райграс, райграс итальянский, ежу, овсяницу, мятлик, лисохвост, тимофеевку, а также бобовые, например, белый и красный клевер, лядвенец, люцерну, богатые азотом. Однако поедание некоторых трав, например, полыни, сурепки, определённых видов сухоцветов и лука придаёт молоку неприятный запах и вкус.
В стойловый период коров кормят фуражом и концентратами. Хорошее сено — источник полноценного протеина и каротина. Злаково-бобовое и особенно бобовое сено богато кальцием, а сено солнечной сушки — витамином D. Силос представляет собой питательный и дешёвый молокогонный корм. Питательные вещества зелёного корма в силосе сохраняются полнее, чем при высушивании. Некоторые производители сыров, обладающих сертификатом контроля подлинности происхождения, например, грюйера и эмменталя, не используют молоко коров, питающихся силосом, поскольку в нём много маслянокислых бактерий Clostridium tyrobutyricum, отрицательно влияющих на качество сыра. При кормлении коров сено, силос и корнеплоды могут быть полностью заменены сенажом, причём вводят его в рационы крупного рогатого скота в качестве единственного источника объёмистого корма. Иногда коров кормят соломой, но в ней много неперевариемого лигнина и мало питательных веществ. Для улучшения переваривания солому немного измельчают (от мелко измельченной соломы у коров нарушается жвачка) и запаривают водой или солевым раствором (80—100 л на 1 ц соломы). Через смоченную резку в течение 1 часа пропускают пар. Пропаренную солому сдабривают концентратами и в тёплом виде раздают животным.
Помимо традиционных кормов с целью увеличить надои и ускорить рост в современном животноводстве используют богатые питательными веществами концентрированные корма. В первую очередь это зерно, обеспечивающее организм энергией: пшеница, тритикале, ячмень, овёс, просо, сорго и маис. Коровы с удовольствием поедают корнеплоды, например, свёклу, богатую растворимыми сахарами, картофель и маниоку, в которых много крахмала. В корм часто добавляют мелассу, пульпу сахарной свёклы,. Источником протеина для коров служит жмых и шрот из подсолнечника, рапса, льняного семени и сои, отруби, пивные и хлебные дрожжи.
В дополнение к грубым, сочным и другим кормам местного производства с целью восполнения недостающих питательных веществ коровам дают полнорационный комбикорм — корм, содержащий все питательные вещества, необходимые животному, и способный удовлетворить его потребности без добавок других кормов. Среди кормовых добавок следует упомянуть карбамид (мочевина), мел, сапропель, древесную золу, поваренную соль, преципитат, костную и мясокостную муку, водную вытяжку суперфосфата, йодированную соль, хлористые, магниевые, сернистые, медные, марганцевые и другие соединения, пригодные для кормления скота. С этой же целью готовят солевые брикеты, в состав которых вводят различные микроэлементы. Для обогащения рационов коров витаминами используют рыбий жир, богатый витаминами А и D, витаминные препараты, выпускаемые промышленностью (каротин, витамины A, D, Е, В2, В3 и др.), которые скармливают в соответствии с заводскими рекомендациями. В качестве витаминных добавок применяют травяную муку, хвою, веточный корм. Телятам с диетической и профилактической целью выпаивают ацидофильную простоквашу, сенной настой, овсяный и льняной кисель.

## Болезни

### Микробные заболевания
Бактерии вызывают у коров широкий спектр заболеваний, например, инфекционную энтеротоксемию, колибактериоз, сальмонеллёз, пастереллёз, бруцеллёз, инфекционный кератит. Наиболее опасны микобактерии, вызывающие у коров такие болезни, как туберкулёз и паратуберкулёз.
Вирусы вызывают инфекционный ринотрахеит крупного рогатого скота, чуму крупного рогатого скота. У телят бывает понос, вызванный ротавирусом и коронавирусом. Вирусная диарея крупного рогатого скота вызывает понос и абортирование. На вымени может появиться вирусный герпес и папилломы. Некоторые болезни наносят существенный ущерб животноводству, например, бешенство и ящур. Лихорадка Рифт-Валли передаётся от животных человеку. Риккетсии и микоплазмы вызывают у коров хламидиоз, Ку-лихорадку и контагиозную плевропневмонию крупного рогатого скота, которые могут спровоцировать аборты. Губчатая энцефалопатия крупного рогатого скота стала причиной социально-экономического кризиса, охватившего Европу в начале 90-х годов. Некоторые заболевания передаются от коров людям. Это листериоз, столбняк, ботулизм, лептоспироз, эризипелоид, сибирская язва, Ку-лихорадка, бешенство и стрептодермия. Губчатая энцефалопатия крупного рогатого скота у людей вызывает болезнь Кройцфельдта — Якоба.

### Инвазионные болезни
Среди эктопаразитов, поражающих крупный рогатый скот, следует упомянуть саркоптоидных и демодекозных клещей, которые могут передавать возбудителей бруцеллёза, пироплазмоза, вызвать демодекоз и псороптоз жвачных животных. Крупный рогатый скот страдает от энтомозов, который вызывают подкожные оводы (паразитируют в личиночной стадии), настоящие и синезелёные мухи (переносят инфекцию), слепни, мошки, мокрецы, москиты, кровососущие мухи-жигалки (отёки, дерматиты, переносчики инфекции), вши и блохи.
Могут страдать от широкого спектра гельминтозов. Заражение происходит алиментарно и внутриутробно. Глистные инвазии могут быть вызваны трематодами, ленточными и круглыми червями.

### Нарушение пищеварения
Наиболее распространёнными заболеваниями крупного рогатого скота, возникающими в результате нарушения кормления, являются желудочно-кишечные: закупорка пищевода, тимпания, атония преджелудков, понос. Нарушение микрофлоры рубца, связанное с поеданием большого количества кормов с высоким содержанием легкоперевариваемых углеводов может привести к ацидозу, заболеванию, сопровождающемуся повышением кислотности в рубце. При алкалозе, связанном с перееданием богатых белками или испорченных кормов, кислотность наоборот падает. Алкалоз иногда становится причиной остановки жвачки, что в свою очередь провоцирует метеоризм. Длительное кормление грубостебельчатым кормом, выпас на заиленной траве после спада воды, поедание мелкоизмельчённых кормов и загрязнённых корнеплодов могут привести к закупорке книжки. Поедание несъедобных предметов может стать причиной травматического ретикулита. Переедание легкобродящих кормов вызывает тимпанию рубца. Недостаточное кормление стельных или недавно отелившихся коров, приводящее к неполноценности молозива, вызывает у телят в первые 10 дней жизни диспепсию молодняка.

### Генетические отклонения
У представителей домашнего быка в настоящее время насчитывается до 400 генетических отклонений. Некоторые породы были выведены в ходе исследования генетических аномалий. В частности у них генетически блокировано действие миостатина, что приводит к гипертрофированному развитию мускулатуры. Высока частота подобной аномалии у коров шаролезской, бельгийской голубой (100 %) и аквитанской (30 %) пород. Нередко у коров с подобной аномалией возникают трудности с отёлом и приходится прибегать к кесареву сечению.
Некоторые породы изначально были лишены рогов, как, например, животные абердин-ангусской породы. Иногда эта генетическая аномалия искусственно поддерживается из-за удобства обращения. Однако существуют вредоносные отклонения, например, дефицит активности уридинофосфатсинтезы, дефицит адгезии лейкоцитов (BLAD), вызывающий гранулоцитарный синдром и комплекс аномалий позвоночника (CVM). Две последние аномалии часто встречаются у коров прим’голштинской породы и приводят к летальному исходу, как и генетически обусловленная деформация нёба у коров шаролезской породы..
Чрезмерное использование одних и тех же производителей, которое стало возможным благодаря искусственному осеменению, приводит к росту кровного родства внутри определённых пород и повышает риск распространения генетических заболеваний, чему свидетельствуют многочисленные примеры животных прим’голштинской породы.

### Прочие незаразные заболевания
Существенный ущерб наносят такие заболевания как мастит и эндометрит. Недостаточность в организме телят витамина D и расстройства фосфорно-кальциевого обмена вызывают глубокие нарушения процессов костеобразования (остеогенез) и отставание в росте — рахит. Из болезней производных кожного покрова у крупного рогатого скота наиболее часто встречаются болезни копытец. Могут встречаться и переломы рогов.

## Хозяйственное значение
Корова в крестьянской семье издавна олицетворяла богатство и достаток, русские крестьяне её часто называли кормилицей. Потерять корову, особенно в неурожайные годы, для крестьян было равносильно катастрофе. Поэтому корову крестьяне всегда очень уважали, всячески оберегали, заботились, относились к ней ласково.
Разведением коров занимается скотоводство, превалирующая животноводческая отрасль. Коровы выполняют три главные хозяйственные задачи — дают мясо, молоко и служат тягловой силой. По имеющимся оценкам, на их долю приходится сейчас ок. 50 % получаемого в мире мяса и примерно 95 % молока; как рабочая сила крупный рогатый скот утратил своё значение в индустриальных странах, но сохраняет его в слаборазвитых регионах Азии и Африки.
США — главный в мире производитель говядины и одновременно основной её потребитель: здесь используется примерно четверть всей её мировой продукции. Индия, несмотря на огромное поголовье крупного рогатого скота, производит относительно мало говядины в связи с религиозными запретами и культурными традициями; здесь крупный рогатый скот главным образом даёт молоко и применяется как рабочая сила. Ещё одним признанным экспортёром говядины является Австралия. В северной части Австралии активно ведутся эксперименты по скрещиванию безгорбых пород с зебувидными, в частности американской браманской, пакистанским зебу и южноафриканской сангой (африкандером). В Западной Европе основными производителями (и потребителями) говядины являются Германия и Франция.
Отходы жизнедеятельности коровы, навоз, используются в качестве хорошего органического удобрения, а в местностях с недостаточной древесной растительностью — основой кизяка.
В 2009 году был расшифрован геном коровы, что позволит улучшить и ускорить выведение пород с требуемыми для сельского хозяйства свойствами.
Хозяйственное значение коровы нашло художественное отражение в созданном в 1930-х годах рассказе Андрея Платонова «Корова», основанном на сочинении школьника Васи Рубцова, в котором тот отдаёт дань памяти любимой корове. Произведение называют одной из самых проникновенных работ писателя того периода. В 1989 году по этому рассказу Александром Петровым был создан одноимённый мультфильм, лауреат нескольких международных наград.

### Гибриды
- Хайнак — гибрид яка и домашнего быка.
- Жубронь — гибрид домашнего быка и зубра.
- Бифало — гибрид домашнего быка и американского бизона.
- Карликовый лулу[англ.] — непальский гибрид домашнего быка, зебу и яка. Не имеет горба.
- Зобо[фр.] — гибрид яка и зебу.

## Культ коровы
В Индии с древности корову считают священным животным, воплощением Великой матери Адити и земли, а иногда даже всей Вселенной. Веды связывают их с зарёй и солнцем, называя матерями, которые властвуют над тройной природой мира. Корова защищается вселенскими законами и Вишну (Высшей Личностью Бога) лично, считается, что убийца коровы попадёт в ад: «Убийцам коров уготовано гнить в аду столько лет, сколько было волосков на теле коровы»
В мифологии различных народов корова выполняет космическую функцию: у египтян небесная корова Нут, породившая небо, олицетворяла Небесный океан. В Мемфисе она выступала символом пассивной порождающей силы, воплощением Венеры. Именно корову по совету оракула легендарный Кадм ведёт к месту, где будут основаны Фивы.
Стельная корова считается женским символом животворящей и питающей силы земли, а в паре с быком они представляют символ божества — женского и мужского, порождающего и вскармливающего. Например, в Древней Греции корову часто изображали с сосущим вымя телёнком, что означало умножение божественной силы, питающей себя самую.
Святость коровы в Индии настолько известна (в частности, существует движение «защитников коров», нередко принимающее экстремистские формы), что существует даже выражение «священная корова» — что-то неприкосновенное, святое, что необходимо оберегать от всяких посягательств.

## Отражение в культуре и искусстве
- В геральдике корова изображается не иначе как идущею и называется увенчанной (фр. couronnée), если у неё на голове корона, с колокольчиками (фр. clarinnée), если колокольчик висит у неё на шее, рогатой (фр. accornée) и с копытами (фр. onglée), если эти части её тела отличаются цветом от всего туловища.
- С 1998 года в мире проводится художественная акция Парад коров.
- В некоторых странах СНГ выпускаются конфеты «Коровка».
- «Быки и коровы» — логическая игра.

## Юмор, пословицы, поговорки
- Пословица «Без осанки — конь — корова» про то, что надо вести себя и выглядеть подобающим образом[53].
- Пословица «Чья бы корова мычала, а твоя бы молчала» выражает сомнение в моральном праве собеседника обсуждать данный вопрос[54].
- Пословица «Бодливой корове бог рог не даёт» говорит о том, что человеку, который мог бы доставить неприятности, не даётся такая возможность[55].
- Пословица «Корова на дворе, харч на столе» отражает тот факт, что в крестьянском хозяйстве корова была источником благосостояния[53].
- Пословица «Молоко у коровы на языке» говорит о том, что для того, чтобы получить результат, необходимо сначала сделать определённые вложения (чтобы корова давала много молока её необходимо хорошо кормить)[53].
- Пословица «Скотину водить — не разиня рот ходить» говорит о том, что если занимаешься работой, некогда бездельничать[53].
- Пословица «Скотину гладь не рукой, а мукой» говорит о том, что вместо того, чтобы тратить силы на бесполезное занятие, лучше сделать что-то действительно нужное[53].
- Пословица «Говорят, что кур доят, а коровы яйца несут» о том, что не следует верить всему, что говорят[56].
- Пословица «Блоха с лошадь, а вошь с корову» об обманщике, выдумщике[57].
- Скороговорка «Брат Аркадий зарезал буру корову на горах Араратских»[53].

## Символика
- Бык также изображён на значке Lamborghini
- Символом ФК Краснодар является чёрный бык. В результате чего команда получила соответствующее прозвище.
- Легендарный баскетбольный клуб США Чикаго Буллз также использует в своей символике изображение быка.
- «Быки» — игроки на повышение на фондовой бирже.